# Messie! Mein Leben im Chaos
Messie! Mein Leben im Chaos (Originaltitel: The Hoarder Next Door bzw. Behind Closed Doors) ist eine britische Doku-Soap, die über Menschen mit dem Messie-Syndrom berichtet und zwischen 2012 und 2014 produziert wurde. Moderiert wird die Sendung von Olivia Colman.

## Konzept
Die Sendung zeigt Menschen, die unter dem Messie-Syndrom leiden. Der Psychotherapeut Stelios Kiosses hilft ihnen dabei, ihre Sammelsucht zu beherrschen.

## Produktion und Ausstrahlung
Die Sendung wurde zwischen 2012 und 2014 in Großbritannien produziert. Dabei entstanden drei Staffeln mit insgesamt 15 Folgen. Erstmals wurde die Sendung am 3. Mai 2012 auf Channel 4 ausgestrahlt. Die deutschsprachige Erstausstrahlung erfolgte am 2. März 2015 auf Sat.1 Gold. Eine deutschsprachige Ausstrahlung der dritten Staffel steht noch aus.

## Episodenliste

### Staffel 1
| Nr. | deutscher Titel                         | englischer Titel       | deutsche Erstausstrahlung | englische Erstausstrahlung |
| 1   | Nigel                                   | Nigel                  | 2. März 2015              | 3. Mai 2012                |
| 2   | Tricia and Paul                         | Tricia And Paul        | 2. März 2015              | 10. Mai 2012               |
| 3   | Helen, Jack and Yvonne                  | Helen, Jack And Yvonne | 9. März 2015              | 17. Mai 2012               |
| 4   | Tina and Joanne                         | Tina And Joanne        | 9. März 2015              | 24. Mai 2012               |
| 5   | The Hoarder Next Door Christmas Special | Christmas Special      | 16. März 2015             | 21. Dezember 2012          |

### Staffel 2
| Nr. | deutscher Titel  | englischer Titel | deutsche Erstausstrahlung | englische Erstausstrahlung |
| 6   | Alison and Jo    | Alison And Jo    | 16. März 2015             | 15. April 2013             |
| 7   | Sarah and Roddy  | Sarah And Roddy  | 23. März 2015             | 22. April 2013             |
| 8   | Tina and Liz     | Tina And Liz     | 23. März 2015             | 29. April 2013             |
| 9   | Ursula and Nigel | Ursula And Nigel | 30. März 2015             | 6. Mai 2013                |

### Staffel 3
| Nr. | englischer Titel    | Erstausstrahlung |
| 10  | Michelle And Carl   | 6. März 2014     |
| 11  | Alex And Lawrence   | 13. März 2014    |
| 12  | Margaret And Claire | 20. März 2014    |
| 13  | David And Paul      | 27. März 2014    |
| 14  | Graham And Theodora | 3. April 2014    |
| 15  | Doreen And Alison   | 10. April 2014   |